# Hypochroma hypochrosis
Hypochroma hypochrosis är en fjärilsart som beskrevs av Achille Guenée 1858. Hypochroma hypochrosis ingår i släktet Hypochroma och familjen mätare. Inga underarter finns listade i Catalogue of Life.